# Alexis Denisof
Alexis Denisof (ur. 25 lutego 1966 w Salisbury) – amerykański aktor telewizyjny i filmowy.

## Życiorys

### Wczesne lata
Urodził się w Salisbury, w stanie Maryland jako syn Christiany i Geralda Denisofów. Jego ojciec jest synem rosyjskich emigrantów, matka pochodzi z Filadelfii. Wychowywany był przez matkę w Seattle. Uczęszczał do międzynarodowej szkoły średniej z internatem St. Paul’s Boarding School w stanie New Hampshire. Występował w ACT (A Contemporary Theatre) w Seattle, zanim opuścił Stany Zjednoczone i wyjechał do Europy. Studiował przez trzy lata w prestiżowej London Academy of Music & Dramatic Art (LAMDA) w Londynie i przyłączył się do Royal Shakespeare Company.

### Kariera
W 1987 rozpoczął swoją karierę od udziału w teledysku George’a Harrisona do piosenki "Got My Mind Set on You". Po raz pierwszy trafił na kinowy ekran w brytyjskim dreszczowcu Mordercza opowieść (Murder Story, 1989) z Christopherem Lee, a następnie wystąpił w dramacie francuskim Ogień i śnieg (La Neige et le feu, 1991) z udziałem Vincenta Péreza, niezależnym filmie Dakota Road (1992), brytyjskim dramacie telewizyjnym Wiara (Faith, 1994) z Michaelem Gambonem.
W telewizyjnej adaptacji szekspirowskiej BBC Romeo i Julia (Romeo & Juliet, 1994) wystąpił jako Tybalt – krewny Capulettich. Pojawił się w dreszczowcu Niewinne kłamstwa (Innocent Lies, 1995) u boku Stephena Dorffa i Keiry Knightley, melodramacie przygodowym Rycerz króla Artura (First Knight, 1995) z Seanem Connerym i Richardem Gere’em, dramacie sportowym Zbuntowana załoga (True Blue, 1996) u boku Josha Lucasa i Noaha Huntleya, serialu Nieśmiertelny (Highlander, 1997) z Adrianem Paulem, komedii romantycznej Perypetie Margaret (The Misadventures of Margaret, 1998) u boku Brooke Shields i Jeremy’ego Northama oraz dramacie kryminalnym Spekulant (Rogue Trader, 1999) z Ewanem McGregorem. W biblijnym telefilmie Hallmark/NBC Arka Noego (Noah's Ark, 1999) z Jonem Voightem, Mary Steenburgen i F. Murrayem Abrahamem zagrał postać Hama, jednego z synów Noego.
Sławę przyniosła mu rola Wesleya Wyndama-Pryce'a w serialu 20th Century Fox Buffy: Postrach wampirów (Buffy the Vampire Slayer, 1999) i spin off Warner Bros. Anioł ciemności (Angel, 1999–2004), za którą trzykrotnie był nominowany do nagrody Saturna (2001, 2003–2004). Wystąpił gościnnie w sitcomie CBS Jak poznałem waszą matkę (How I Met Your Mother, 2006) jako Sandy Rivers.
Zajmuje się także dubbingiem, użyczył swojego głosu w serialu Disneya Legenda Tarzana (The Legend of Tarzan, 2001) oraz filmie animowanym Tarzan i Jane (2002).

## Życie prywatne
11 października 2003 poślubił aktorkę Alyson Hannigan. Mają córkę, Satyanę (ur. 24 marca 2009). Rodzina mieszka w Los Angeles.